# Shimazu Hisamitsu

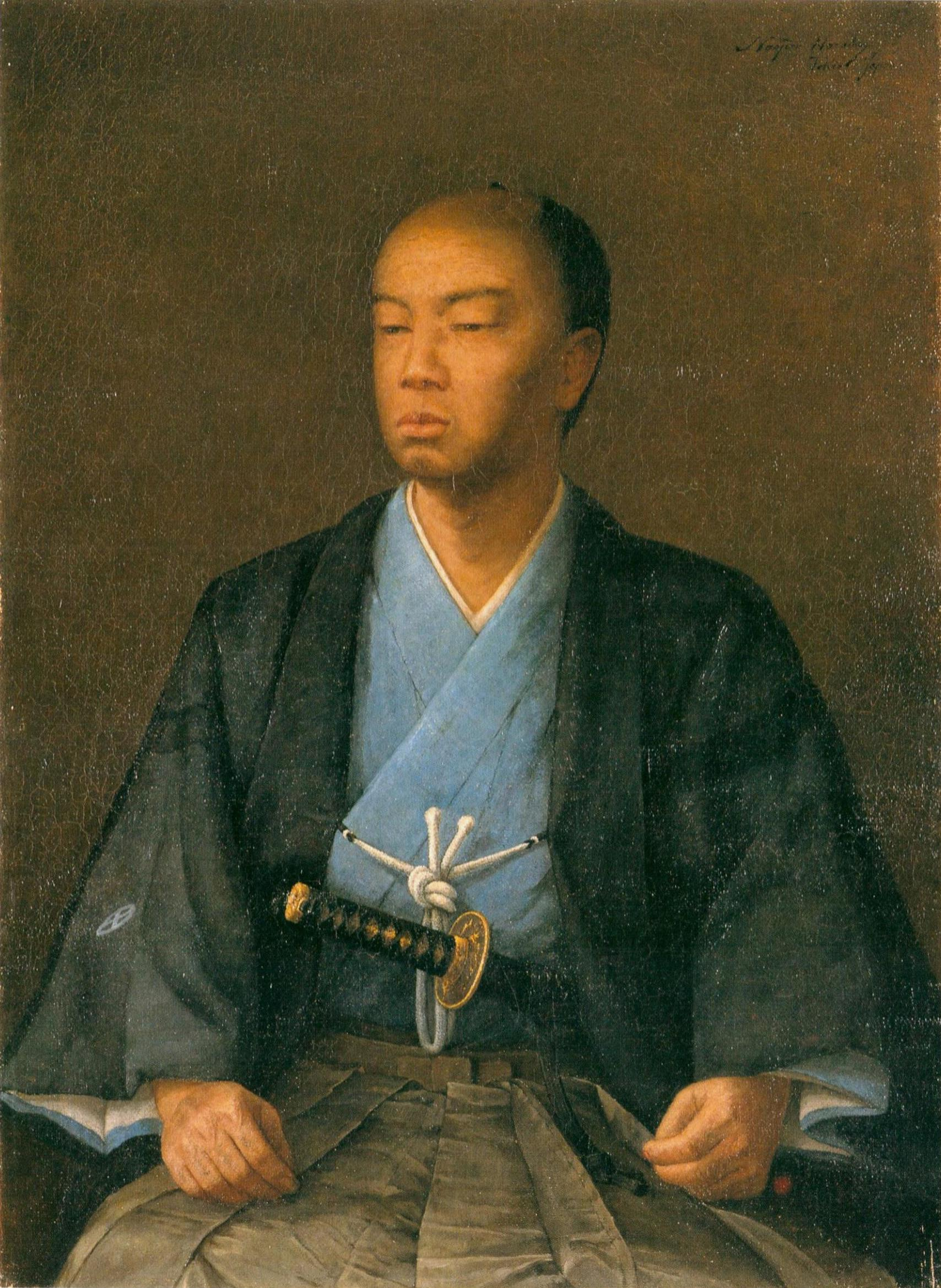
Shimazu Hisamitsu

Shimazu Hisamitsu (japanisch 島津 久光; geb. 2. Dezember 1817 in Kagoshima; gest. 6. Dezember 1887), auch Shimazu Saburō (島津 三郎) war ein japanischer Adeliger während des Endes der Edo-Zeit und des Beginns der Meiji-Zeit. 1884 wurde er zum Prinzen erhoben.

## Leben und Werk
Nach dem Tode des Daimyō von Satsuma, Shimazu Nariakira, im Jahr 1858 folgte ihm sein Sohn Tadayoshi (1840–1897). Tatsächlich übernahm Nariakiras Halbbruder Hisamitsu die Macht in Kagoshima. Dieser setzte die Stärkung der militärischen Macht fort, besetzte ähnlich wie Nariakira höhere Positionen mit niederen Samurai, wenn sie besondere Fähigkeiten aufwiesen.
Ab 1861 kümmerte er sich zunehmend um die gesamtjapanische Politik und verbrachte viel Zeit außerhalb seines Han. Er nutzte 1862 sein Militär, um extreme Ausländerfeindlichkeit zu begrenzen. So führte er eine Truppe von über tausend Mann nach Kyōto und befahl den dort überaktiven Samurai von Satsuma, nach Hause zurückzukehren. Dabei kam es im Teradaya-Ryokan, in dem sich Verschwörer gegen das Shōgunat versammelt hatten, zum Teradaya-Vorfall. Sie wurden von Hisamitsus Truppen getötet. Er selbst war ein Befürworter des Kōbu gattai (公武合体), einer ausgewogenen Verteilung der Macht zwischen Hof und Militäradel. 
Hisamitsu ging dann mit seinen Truppen nach Edo, wo er Tokugawa Yoshinobu als Regent für den vakanten Position des Shōgun einsetzte. Auf dem Rückweg im September 1862 griffen einige seiner Leute in der Nähe von Yokohama eine Gruppe von Engländern an, die nach ihrer Meinung nicht ausreichend Respekt gezeigt hatten. Dabei wurde der Engländer Charles Richardson getötet und zwei weitere Engländer verwundet, was als Namamugi-Zwischenfall militärische und politische Auswirkungen hatte. Wieder in Kyōto fand er die Stadt von Samurai aus Chōshū besetzt und zog sich nach Kagoshima zurück.
Ab 1865 nahm sein Einfluss ab, als sich die Gegner jeglicher Zusammenarbeit mit dem Shōgunat immer mehr durchsetzten, spielte aber immer noch eine Rolle in der Politik. Nach der Meiji-Restauration wurde er überredet, ein Amt in der neuen Regierung zu übernehmen, und wurde „Minister zur Linken“ (左大臣, Sadaijin). Auf Dauer war er jedoch mit der Politik der Regierung nicht einverstanden, er gab 1875 sein Amt auf und zog sich ganz zurück.